# Fred Schule
Frederick William "Fred" Schule (né le 27 septembre 1879 à Preston (Iowa) - mort le 14 septembre 1962 à New York) était un athlète américain, spécialiste des haies (110 m et 200 m).
Champion AAU sur 120 yards haies en 1903, il n'était pas considéré comme le favori lors des Jeux olympiques de Saint-Louis en 1904, qu'il remporte devant Thaddeus Schideler de deux yards.